# Bassgeiger hadművelet

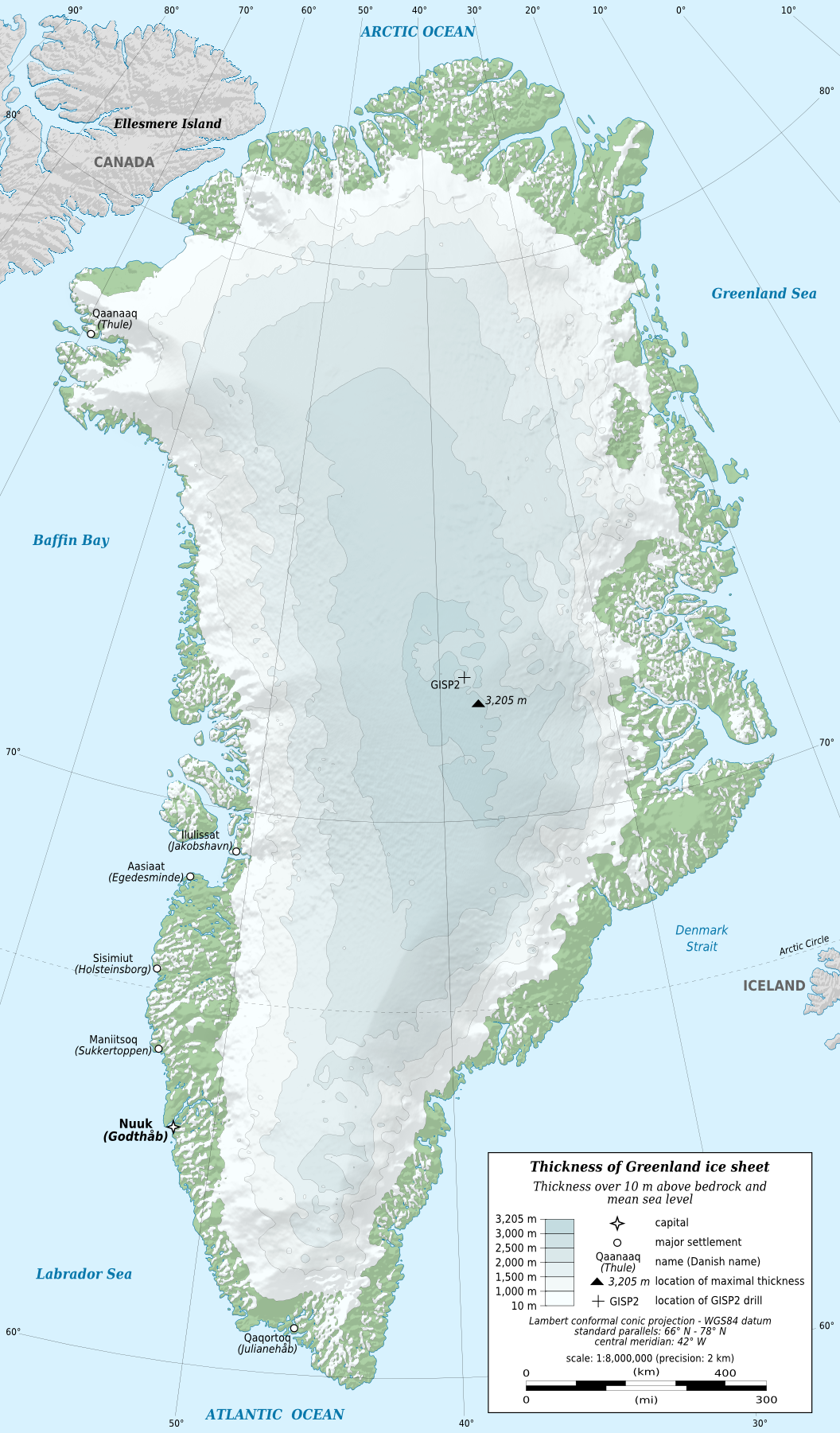
Grönland térképe

A Bassgeiger hadművelet német katonai akció volt a második világháborúban, amelynek célja egy  meteorológiai állomás működtetése volt az északi-sarki területen.
A második világháborúban szembenálló feleknek létfontosságú volt, hogy pontos időjárási előrejelzésekhez jussanak. Az Északnyugat-Európa és Skandinávia időjárását meghatározó meteorológiai rendszerek általában nyugatról, északnyugatról érkeznek, ezért a legjobban a sarki területeken – Grönland, Jan Mayen-sziget, Izland, Spitzbergák – működő állomások tudják előrejelezni a változásokat. A németek számára elengedhetetlen volt, hogy megbízható meteorológiai jelentésekhez jussanak a térségből. Különös értéke lett ebből a szempontból a Spitzbergáknak.
A Bassgeiger hadművelet részeként a németek meteorológiai állomást állítottak fel Kelet-Grönlandon 1943–44 telén. A Holzauge hadművelet drámai vége ellenére is úgy gondolták, hogy a területről érkező időjárási adatok megérik a kockázatot. Az állomás legénysége nyolc főből állt, a tudományos vezető Dr. Heinrich Schatz, a katonai S. Gerhard Zacher hadnagy volt. A csapatot szállító átalakított halászhajó, a Coburg 1943. augusztus 28-án futott ki Narvikból. Augusztus 31-én találkoztak az első jégtáblákkal, amelyek nemsokára körbeszorították a hajót. A Coburg több mint egy hónapon át sodródott dél felé így. A megfigyelések már szeptember 15-én megkezdődtek.
Október 2-án a hajó kiszabadult a jég fogságából, és továbbhaladt Grönland keleti partja felé. Október 16-án, a Sannon-sziget közelében ismét jégbe fagyott a Coburg. A megfigyelő állomást három kilométerre a hajótól, a jégen állították fel, de a legénység egy része a Coburgon maradt. November 18-án, intenzív zajlás után, a jég súlyosan megrongálta a hajót, és a jégen felhalmozott felszerelés nagy része elveszett. A hajón heten maradtak, a többiek átköltöztek a táborba.
1943. november 23. és 1944. január 4. között egy újabb állomást létesítettek a szigeten, ahova átköltöztették a megfigyelőállomást. Márciusban a dán szánkós őrjárat rábukkant a németek nyomaira a szigeten. Április 22-én hat dán megközelítette a németeket, és vezetőjük, Marius Jensen agyonlőtte Zacher hadnagyot. A felek között tűzharc alakult ki, végül a dánok elmenekültek. A halott tisztet másnap eltemették, és a legénység valamennyi (26) tagja a partra költözött a hóba vájt barlangokba. Június 3-án egy Junkers 290-es, amelyet Dél-Franciaországból vezényeltek át, evakuálta a németeket Trondheimbe. A Coburgot sorsára hagyták.